# Емілі Отем
Емілі Отем Лідделл (англ. Emilie Autumn Liddell; нар. 22 вересня 1979, Лос-Анджелес, США) — американська співачка та авторка пісень, композиторка, поетеса, скрипалька, акторка, феміністка. Музичний стиль Отем описували як «фейрі-поп», «фентезі-рок» і «вікторіандастріал». На нього впливає глем-рок, а також п'єси, романи і історія, особливо вікторіанська епоха. Отем виступає з групою танцівниць «The Bloody Crumpets» і використовує елементи класичної музики, дарк-кабаре, електроніки і глем-року за драматичними виступами і бурлеском.

## Життєпис
Емілі Отем Лідделл народилася 22 вересня 1979 року у місті Лос-Анджелес, штат Каліфорнія, США. Вона зростала у Малібу, штат Каліфорнія, і сказала, що була оточена морем і природою, що значно вплинуло на формування її вільного духу. Її мати працювала кравчинею, батько був німецьким імігрантом, з яким у неї не було близьких відносин. Хоча у її сім'ї не було музикантів, вони насолоджувалися різними музичними жанрами.
В 11 років стала вегетаріанкою, бо не змогла зрозуміти, чому повинна їсти тварин з ферми, але не повинна їсти свого собаку; у підлітковому віці стала веганкою. Отем підкреслює зв'язок між ставленням суспільства до жінок і ставленням до тварин.
Отримала діагноз біполярного афективного розладу, з приводу чого висловилась, що не мала шансу через генетику: мати Емілі мала БАР, а батько — шизофренію. Отем дотримується ритуалу, малюючи для захисту маленьке серце на своїй щоці.
У вересні 2004 року батько Отем помер від раку легенів, хоча кинув палити за двадцять років до того.
Незабаром після виходу альбому «Enchant» Отем здійснила невдалу спробу самогубства і була примусово поміщена у психіатричну лікарню.
У серпні 2014 року Отем повідомила, що в її організмі розвинувся надлишок міді, і вона відмовляється від веганстаа.
Отем піклується про двох пацюків на ім'я Сер Едвард і Безіл, а також про кота Фіш/Фіші. Вона схвалює такі компанії, як «Manic Panic» і «Samson Tech».

## Кар'єра

### 1979—2000: Початок кар'єри

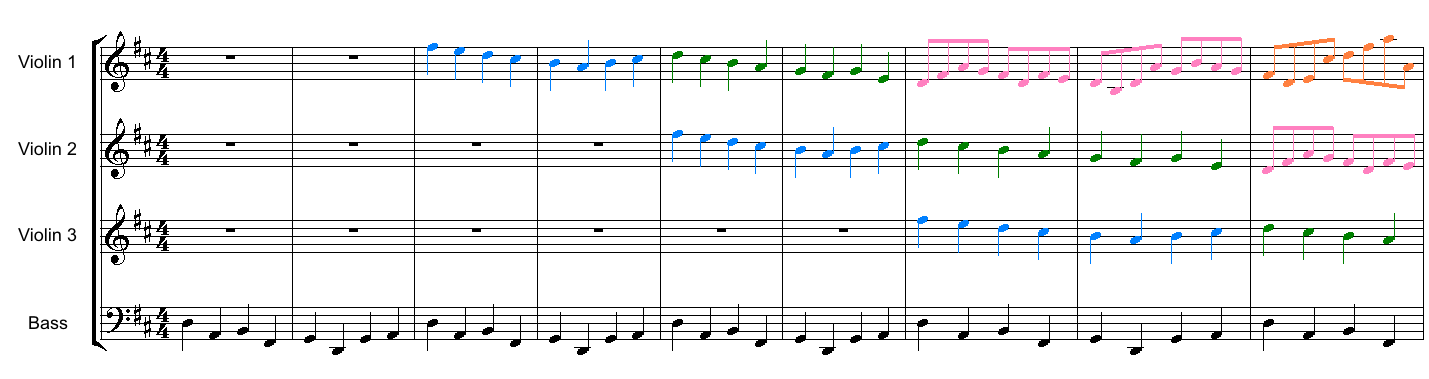
Отем приписує свою здібність писати музику у голові тому, що у дитинстві щоночі подумки грала «Канон Пахельбеля» (на зображенні).

У віці чотирьох років Емілі почала вчитися грати на скрипці, про що пізніше сказала, що пам'ятає як просила її, але не пам'ятає, щоб розуміла, що це таке, проте не була розчарована. Через чотири роки Отем вперше виступила на сцені разом з оркестром у якості сольної скрипальки і перемогла у конкурсі. У 9-10 років Отем залишила школу, щоб стати скрипалькою світового класу. Про свою школу вона сказала, що все одно її ненавиділа і що її вважали дивною і нетовариською, їй погрожували, тож вона вирішила, що немає жодної причини ходити туди. Емілі тренувалася 8 або 9 годин на добу, у неї були уроки і вона багато читала, брала участь у репетиціях оркестру і навчалася дома. Зростаючи, зібрала велику колекцію CD-дисків з концертами для скрипки, симфоніями, камерною музикою, операми і джазом. Почала писати музику і вірші у 13-14 років, хоча ніколи не планувала співати власні пісні. Навчалася у багатьох вчителів, відвідувала Індіанський університет у Блумінгтоні, але залишила його після двох років навчання через незгоду з панівними поглядами на індивідуальність і класичну музику. Отем вважала, що ні композитор, ні глядачі не будуть ображені костюмом або зовнішністю виконавиці.
Отем була впевнена, що буде лише грати на скрипці, але у 18 років вирішила заспівати одну зі своїх пісень музичному продюсеру, щоб показати, як вона повинна звучати. Їй не сподобались зміни, які внесли до її пісень, і Отем вирішила покинути лейбл і створити власний інді-лейбл «Traitor Records». Першим альбомом, який вийшов під цим лейблом, була збірка класичної музики «On a Day...» (укр. За день), записана Отем у 1997 у 17 років за один день (до чого відсилає назва альбому). Альбом складається з творів, виконаних Отем на барочній скрипці, у супроводі Роджера Лебоу (англ. Roger Lebow) на барочній віолончелі, Едварда Мюррея (англ. Edward Murray) на клавесині та Майкла Ігана (англ. Michael Egan) на лютні. Отем вважає, що цей альбом був демо-версією, незважаючи на його довжину, а випустила його для продажу після того, як фанати, яким подобалися її рок-виступи, попросили її випустити класичний альбом, аби почути більше скрипки. У 2000 році Отем опублікувала збірку віршів «Крізь небо та інші вірші» (англ. Across the Sky & Other Poems), що була перевидана у 2005 році під назвою «Твій цукор не чіпали» з аудіокнигою та музичним супроводом.

### 2001—2004: «Enchant» і співпраця

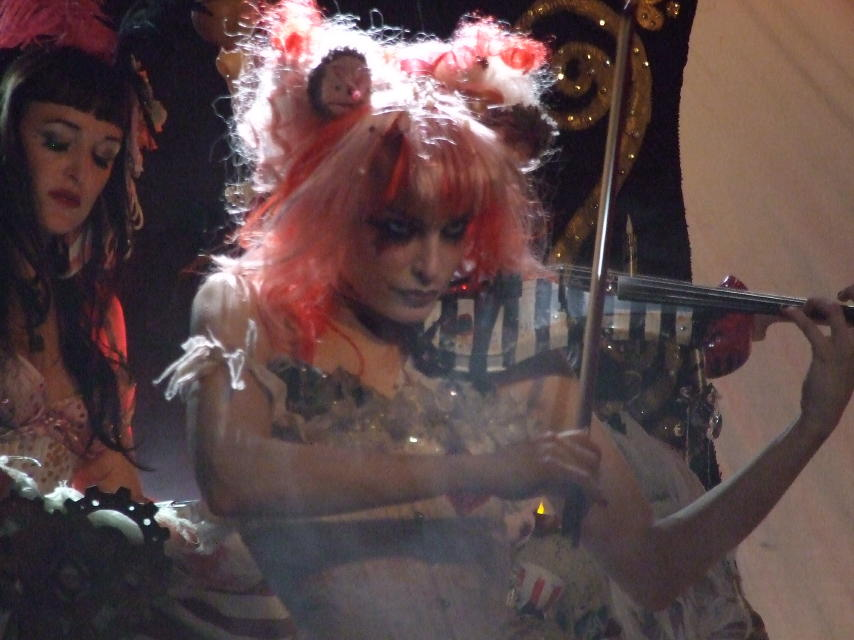
Емілі Отем у 2008 році у Німеччині

У 2001 році Отем поїхала до Чикаго, штат Іллінойс, і вирішила залишитися там через симпатію до системи громадського транспорту і музичної сцени. У тому ж році випустила міні-альбом «By the Sword», який охарактеризувала як фентезі-рок і кабаре, і написала благодійний сингл «By the Sword» після подій 11 вересня 2001 року. Зі слів Отем, пісня розповідає про силу, а не жорстокість; сцена клятви на мечі зображує непорушну обіцянку виправити неправильне і залишатися вірними.
26 лютого 2003 року вийшов концептуальний альбом Отем «Enchant», що охопив кілька музичних стилів, серед яких нью-ейдж, поп, тріп-хоп, камерна музика. Пісні альбому були написані у підліткові роки і зосереджуються на надприродному світі та його впливі сучасне. Отем повідомила, що альбом був написаний у стилі фентезі-рок і стосується привидів та фейрі, які відгризуть вам голову, якщо ви посмієте їх торкнутися. На листівці всередині альбому зображена фентезійна головоломка, у якості нагороди за її рішення Отем пропонувала речі, пов'язані з фейрі, але головоломку ще не було вирішено. Під час виходу альбому Отем була зайнята у кількох інших проектах: записала всі чотири голоси для музичної групи «Convent», брала ймала участь у класичному барочному ансамблі «Ravensong», який сформувала з друзями з Каліфорнії, і займалася проектом «The Jane Brooks Project», який присвятила реальній жінці Джейн Брукс, яку стратили за відьомство у XVI столітті.
На вечірці, присвяченій виходу альбому «Enchant», Отем дізналася, що Кортні Лав запросила її взяти участь у записі альбому «America's Sweetheart». Отем виконувала скрипкову партію та бек-вокал разом з гуртом «The Chelsea» під час туру Лав у 2004 році. Більша частина роботи Отем не потрапила до альбому через нових продюсерів. Отем виступила наживо разом з Лав і «The Chelsea» на телепередачі «Пізнє шоу з Девідом Леттерманом» 17 березня 2004 року і у Bowery Ballroom наступного дня.
Наприкінці 2004 року Отем взяла участь у телешоу «Майстри від берега до берега» (англ. Crafters Coast to Coast) на каналі HGTV, де показала аудиторії, як створити крила феї і мило у стилі суші (обидва продукти вона продає онлайн). 23 грудня 2003 року Отем грала у струнному квартеті на WGN-TV разом з Біллі Корганом і Деннісом ДеЯнгом.

### 2005—2009: «Opheliac», «Laced/Unlaced» і «A Bit O' This & That»

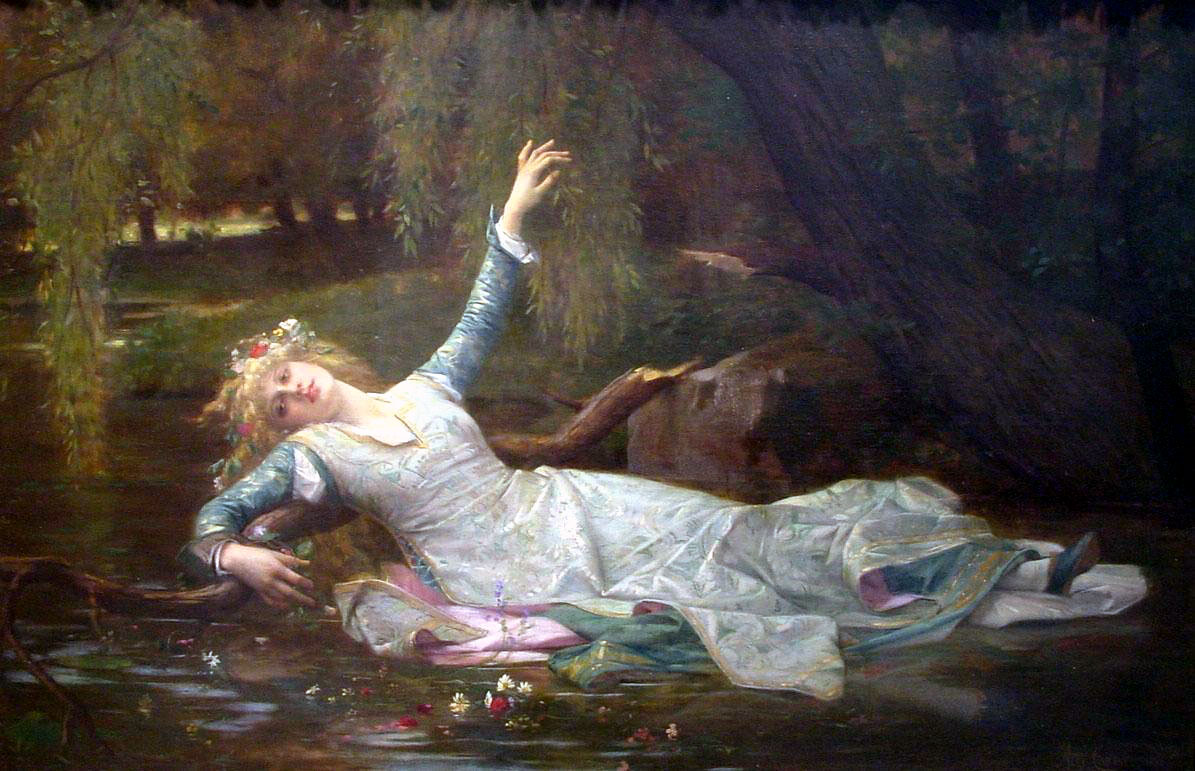
Назва «Opheliac» є посиланням до персонажки Шекспіра Офелії (на зображенні) з п'єси «Гамлет», з якою Отем відчула зв'язок, і до архетипу саморуйнівної жінки.

У серпні 2004 року Отем почала роботу над концептуальним альбомом «Opheliac» і записала його у Чикаго. У серпні 2005 року вона займалася створенням костюмів для музичного кліпу Біллі Коргана для пісні «Walking Shade» з альбому «TheFutureEmbrace», а також грала на скрипці і співала у пісні «DIA» з цього ж альбому. Наприкінці 2005 року Отем також записала вокал та гру на скрипці для пісні «The Gates of Eternity» з концептуального альбому «All Mine Enemys Whispers: The Story of Mary Ann Cotton» групи «Attrition», який розповідає історію вікторіанської серійної вбивці Мері-Енн Коттон. Пізніше Отем протестувала проти виходу цієї пісні, заявляючи, що вона незавершена і була змінена без її дозволу.
У січні 2006 року Отем виступила з піснею «Misery Loves Company» (укр. Страждання любить компанію) з альбому «Opheliac» на WGN-TV до випуску альбому німецьким лейблом «Trisol Music Group» у вересні. Навесні 2006 року випустила міні-альбом «Opheliac EP» під власним лейблом «Traitor Records». Отем також повідомила, що її офіси пограбували, тому сталася затримка виходу альбому і доставки дисків. З її слів, альбом «Opheliac» є записом досвіду, який повністю змінює і закінчує життя. Деякий час Отем думала про те, щоб створити музичний кліп на пісню «Liar» (укр. Брехун), у якому фігурували би криваві ванни. Її пісня «Opheliac» (укр. Офеліак) пізніше увійшла до альбомів 2007 року «13th Street: The Sound of Mystery, Vol. 3» лейблу «ZYX Music» і «Fuck the Mainstream, Vol. 1» лейблу «Alfa Matrix». 9 жовтня 2006 року Отем з'явилася у анімаційному серіалі «Металокаліпсис» каналу «Adult Swim» і у альбомі 2007 року «The Dethalbum». У листопаді 2006 року вийшов її міні-альбом «Liar/Dead Is the New Alive», до якого увійшли ремікси пісень з альбому «Opheliac» і деякі нові твори.
У березні 2007 року Отем випустила інструментальний альбом «Laced/Unlaced», який складався з двох дисків: «Laced» з записами пісень з альбому «On a Day...» і «Unlaced» з записами нових творів для електричної скрипки. Отем вирішила перевипустити альбом «On a Day...», бачачи контраст з другим диском, і тому, що це досконало показує, як було тоді, і як стало тепер. У 2007 році виступила у Німеччині на фестивалях Wave-Gotik-Treffen і M'era Luna Festival. Пізніше вийшов її альбом «A Bit o' This & That» з кавер-версіями пісень «The Beatles», «The Smiths», класичних творів і її власних пісень. У 2008 році вийшов міні-альбом «4 O'Clock», який містить ремікси пісень з альбому «Opheliac», нові пісні, а також частину з автобіографічного роману Отем «Психіатрична лікарня для свавільних вікторіанських дівчат» (англ. The Asylum for Wayward Victorian Girls). У тому ж році Отем випустила міні-альбом «Girls Just Wanna Have Fun & Bohemian Rhapsody». 27 жовтня 2009 року Отем залишила лейбл «Trisol Music Group» і приєдналася до «The End Records», з яким превипустила альбом «Opheliac» у США, який до цього туди лише імпортували. Перевипуск включав зображення, бонусні твори, відео і витяг з роману «Психіатрична лікарня для свавільних вікторіанських дівчат».
Крім випуску власних творів, Отем також співпрацювала з іншими музикантами. Виконувала бек-вокал скрипкову партію у пісні «Dry» групи «Die Warzau» і з'явилася у їх кліпі «Born Again». Також грала на скрипці у пісні «UR A WMN NOW» для альбому «Smash the Control Machine» 2009 року групи «Otep». Дві пісні Отем увійшли до саундтреків: «Organ Grinder» з альбому «4 O'Clock» до європейського видання фільму «Пила 3» і ремікс пісні «Dead Is The New Alive» з альбому «Opheliac» до міжнародного видання фільму «Пила 4».

### 2010—дотепер: «Fight Like a Girl»

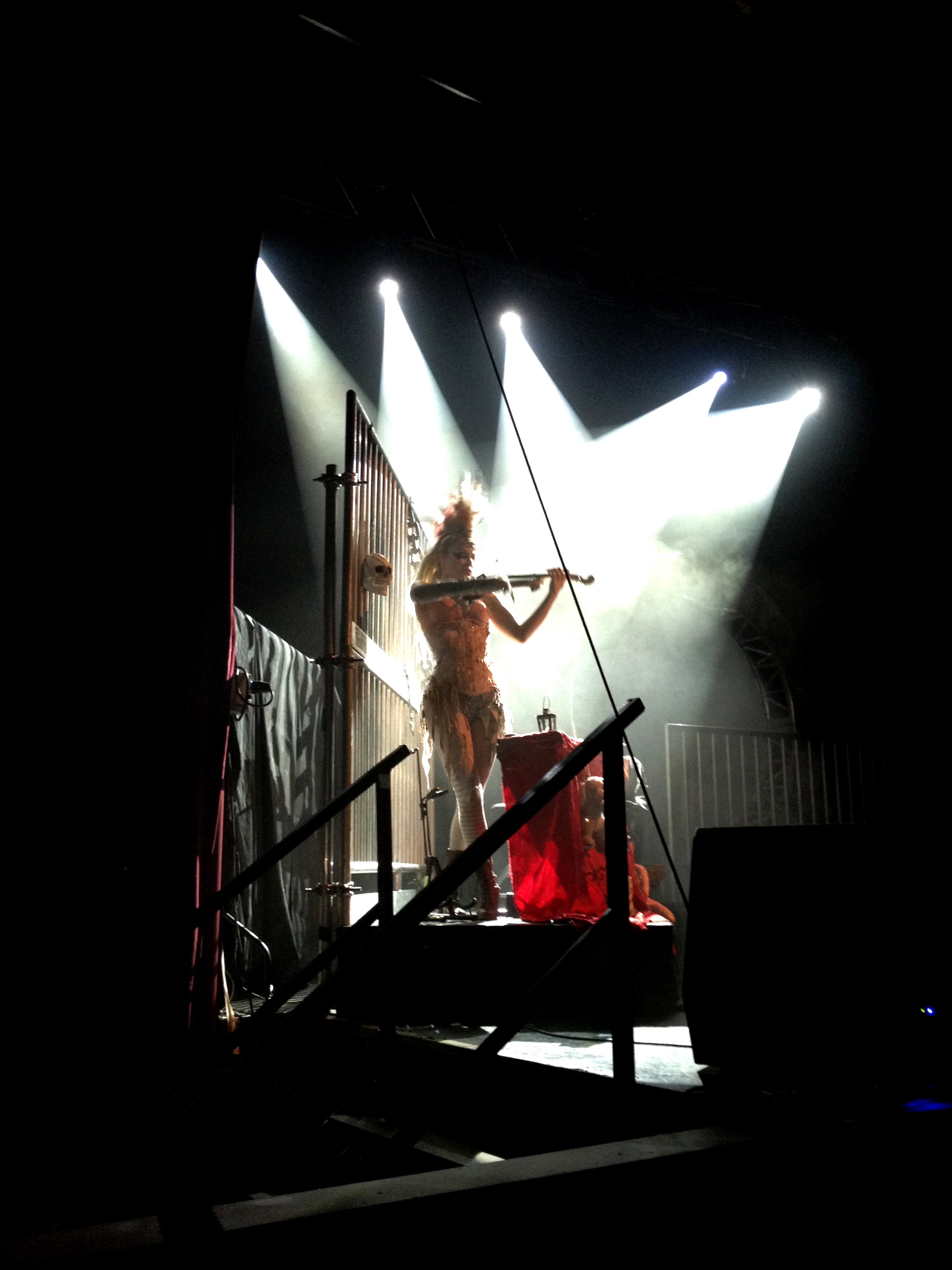
Отем виступає з піснею «Liar» у Манчестері у квітні 2012 року

У червні 2010 року Отем опублікувала акронім назви нового альбому «F.L.A.G.» у Твіттері, до того, як оголосила повну назву альбому «Fight Like a Girl» (укр. Бийся, як дівчина). З її слів, назва альбому означає, що треба використовувати усе те, що робить жінок невдахами, у своїх інтересах. Альбом засновано на книзі Отем «Психіатрична лікарня для свавільних вікторіанських дівчат», він був описаний як «оперний феміністичний трактат, дія якого відбувається у психіатричній лікарні, де мешканки поступово розуміють свою силу».
30 серпня 2010 року Отем повідомила, що їй зроблять операцію на щелепі.
У вересні 2011 року Отем опублікувала повний текст пісні «Fight Like a Girl» в акаунті у Твіттер. Того ж року виступила на фестивалі Harvest Festival у Австралії, де планувала виступити з двома новими піснями з альбому «Fight Like a Girl». 11 квітня 2012 року випустила сингл «Fight Like a Girl», на стороні Б якого була пісня «Time for Tea».
16 квітня 2012 року Отем оголосила, що планує показати тригодинний мюзикл, заснований на романі «Психіатрична лікарня для свавільних вікторіанських дівчат» у театрі Вест-Енду у 2014 році. У інтерв'ю вона сказала, що планує грати ролі обох протагонисток: Емілі (англ. Emilie) та Емілі (англ. Emily).
Отем з'явилася у дванадцятихвилинному тизері мюзиклу-хоррору «Карнавал диявола» в ролі розмальованої ляльки.
13 червня 2012 року Отем оголосила, що дата виходу альбому «Fight Like a Girl» запланована на 24 липня того ж року.
У 2014 році було оголошено, що Отем з'явиться на фестивалі Warped Tour з інсталяцією під назвою «The Asylum Experience» (укр. Досвід у психіатричній лікарні), яка включає в себе музику, бурлеск, елементи цирку і театру.

## Вплив і музичний стиль

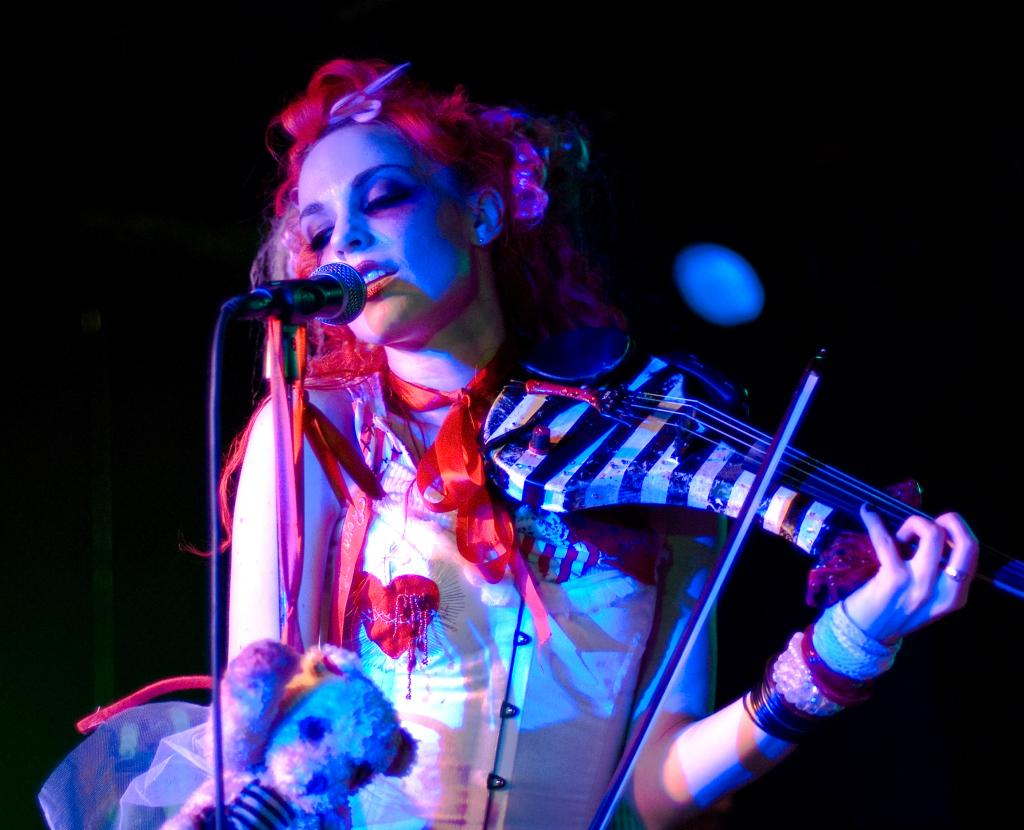
Емілі Отем у Франкфурті у 2007 році

Музика Емілі Отем охоплює широкий спектр стилів. Її вокальний діапазон — контральто, але вона також може співати у діапазоні драматичного сопрано. Її вокальні роботи порівнювали з Торі Еймос, Кейт Буш і «The Creatures». Вона випустила два інструментальних альбоми і декілька вокальних. Пісні, що ввійшли до альбому 2003 року «Enchant», створені у стилі камерної музики нью-ейдж, тріп-хоп бароко і експериментальний спейс-поп. У альбомі «Opheliac» Отем часто нашаровує свій голос, включає електронну музику, а також поєднує струнні інструменти та піаніно, хоча у інших здебільшого використовується або скрипка, або піаніно. Альбом був записаний у стилі дарк-кабаре, електронної і симфонічної музики, нью-ейдж та рок-н-ролу.
Отем отримала класичну музичну освіту і на неї впливають п'єси, романи і історія, особливо Вікторіанська епоха. Їй подобаються твори Шекспіра, Елізабет Баррет Браунінг, Роберта Браунінга, Едгара По. У своїх творах Отем використовує звуки, які нагадують вікторіанську техніку, наприклад, локомотив, про що сказала, що це трохи у стилі стимпанк. У юності Отем говорила, що на її творчість вплинув Іцхак Перлман через те, що він відчував щастя, коли грав. Головним впливом та натхненням на свою музику Отем вважає англійського скрипаля Найджела Кеннеді. Її улюблений співак — Морріссі з групи «The Smiths». Музикантка черпає натхнення для пісень з власного життєвого досвіду та змішує его шар за шаром з відсилками, зв'язками, іншими історіями та метафорами. Отем описує свій стиль музики як «психотичний водевіль-бурлеск». Вона також називає свій стиль власним словом «вікторіандастріал» (англ. Victoriandustrial'), і глем-рок, через велику кількість блиску, який використовує на сцені. Згідно з Отем, її музика «не повинна була бути милою» і називається індастріалом здебільшого через використання барабанів та крики. Її адаптація пісні «O Mistress Mine» з п'єси Шекспіра «Дванадцята ніч, або Як вам завгодно» була схвалена театральним режисером Баррі Едельштейном.
Свої виступи Емілі Отем називає театром за обідом, бо часто кидає чай та закуски до чаю зі сцени. Вона також використовує прийоми бурлеску, щоб створити шоу, яке використовує гумор та сексуальність, щоб висміювати речі, які відбуваються у політичній та соціальній сферах, на противагу таким похмурим темам, як жорстоке поводження та самокаліцтво. У виступах Отем використовує саморобні костюми, вогневі трюки, драматичні виступи та виступи «The Bloody Crumpets». Отем прагне наблизити свої виступи до анти-репресійних заяв та розширення прав та можливостей жінок (емпауерменту).

## Літературна діяльність
Емілі Отем написала частково автобіографічний роман «Психіатрична лікарня для свавільних вікторіанських дівчат» (англ. The Asylum for Wayward Victorian Girls), який самостійно опублікувала у 2010 році, повідомляючи, що його вихід відкладався через те, що деякі люди не хотіли його публікації. У книзі описується щоденник вигаданої мешканки психіатричної лікарні на ім'я Емілі. Отем розповіла, що однією з головних ідей є те, що багато пацієнток психіатричних лікарень минулого не були божевільними, а суть психічного захворювання досі залишається невірно трактованою.

## Дискографія

### Студійні альбоми
| Дата релізу    | Назва               | Переклад назви українською мовою | Лейбл                                    | Формат |
| -------------- | ------------------- | -------------------------------- | ---------------------------------------- | ------ |
| 26 лютого 2003 | «Enchant»           | «Зачаровуй»                      | «Traitor Records» / «Trisol Music Group» | CD     |
| 23 жовтня 2006 | «Opheliac»          | «Офеліак»                        | «Trisol Music Group»                     | CD     |
| 24 липня 2012  | «Fight Like a Girl» | «Бийся, як дівчина»              | «The Asylum Emporium»                    | CD     |

### Інструментальні альбоми
| Дата релізу | Назва           | Переклад назви українською мовою | Лейбл                |
| ----------- | --------------- | -------------------------------- | -------------------- |
| 2000        | «On a Day...»   | «За день»                        | «Traitor Records»    |
| 2007        | «Laced/Unlaced» | «Зашнуровано/Розшнуровано»       | «Trisol Music Group» |

### Збірники
| Дата релізу    | Назва                  | Переклад назви українською мовою | Лейбл                |
| -------------- | ---------------------- | -------------------------------- | -------------------- |
| 23 квітня 2007 | «A Bit o' This & That» | «Трохи цього і того»             | «Trisol Music Group» |

### Міні-альбоми
| Дата релізу     | Назва                                           | Переклад назви українською мовою                      | Лейбл                                    |
| --------------- | ----------------------------------------------- | ----------------------------------------------------- | ---------------------------------------- |
| 2001            | «By the Sword»                                  | «Мечем»                                               | «Traitor Records»                        |
| 2001            | «Chambermaid»                                   | «Покоївка»                                            | «Traitor Records»                        |
| 2006            | «Opheliac EP»                                   | «Офеліак EP»                                          | «Trisol Music Group»                     |
| Листопад 2006   | «Liar/Dead Is the New Alive»                    | «Брехун/Мертвий — новий живий»                        | «Trisol Music Group» / «Traitor Records» |
| 18 січня 2008   | «4 O'Clock»                                     | «4 години»                                            | «Trisol Music Group»                     |
| 22 вересня 2008 | «Girls Just Wanna Have Fun & Bohemian Rhapsody» | «Дівчата просто хочуть веселитися & Богемна рапсодія» | «Trisol Music Group»                     |

### Сингли
- «Prick! Goes the Scorpion's Tale» (укр. Шип! Іде історія скорпіона) — саундтрек до фільму «Карнавал диявола[en]»
- «Fight Like a Girl[en]» (укр. Бийся, як дівчина; 2012)

#### Відеокліпи
- 2013 — «Fight Like a Girl» (укр. Бийся, як дівчина)

### Співпраця
- Бек-вокал і скрипка для альбому «America's Sweetheart[en]» (2003) Кортні Лав
- Бек-вокал і скрипка для альбому «TheFutureEmbrace[en]» (2004) Біллі Коргана
- Скрипка для альбому «The Dethalbum[en]» віртуальної групи «Dethklok[en]»
- Пісня «Organ Grinder» для європейського видання саундтреку до фільму «Пила 3»
- Ремікс пісні «Dead Is The New Alive» для міжнародного видання саундтреку до фільму «Пила 4»
- Скрипка для пісні «UR A WMN NOW» для альбому «Smash the Control Machine» (2009) групи «Otep»
- Вокал і скрипка для пісні «Dry» групи «Die Warzau[en]»
- Вокал і скрипка для пісні «The Gates of Eternity» групи «Attrition[en]»
- Вокал для альбому фільму «Карнавал диявола[en]»

## Концертні тури
- The Asylum Tour (укр. Психіатрична лікарня)
- The Plague Tour (укр. Чума)
- The Gate Tour (укр. Ворота)
- The Key Tour (укр. Ключ)
- The Door Tour (укр. Двері)

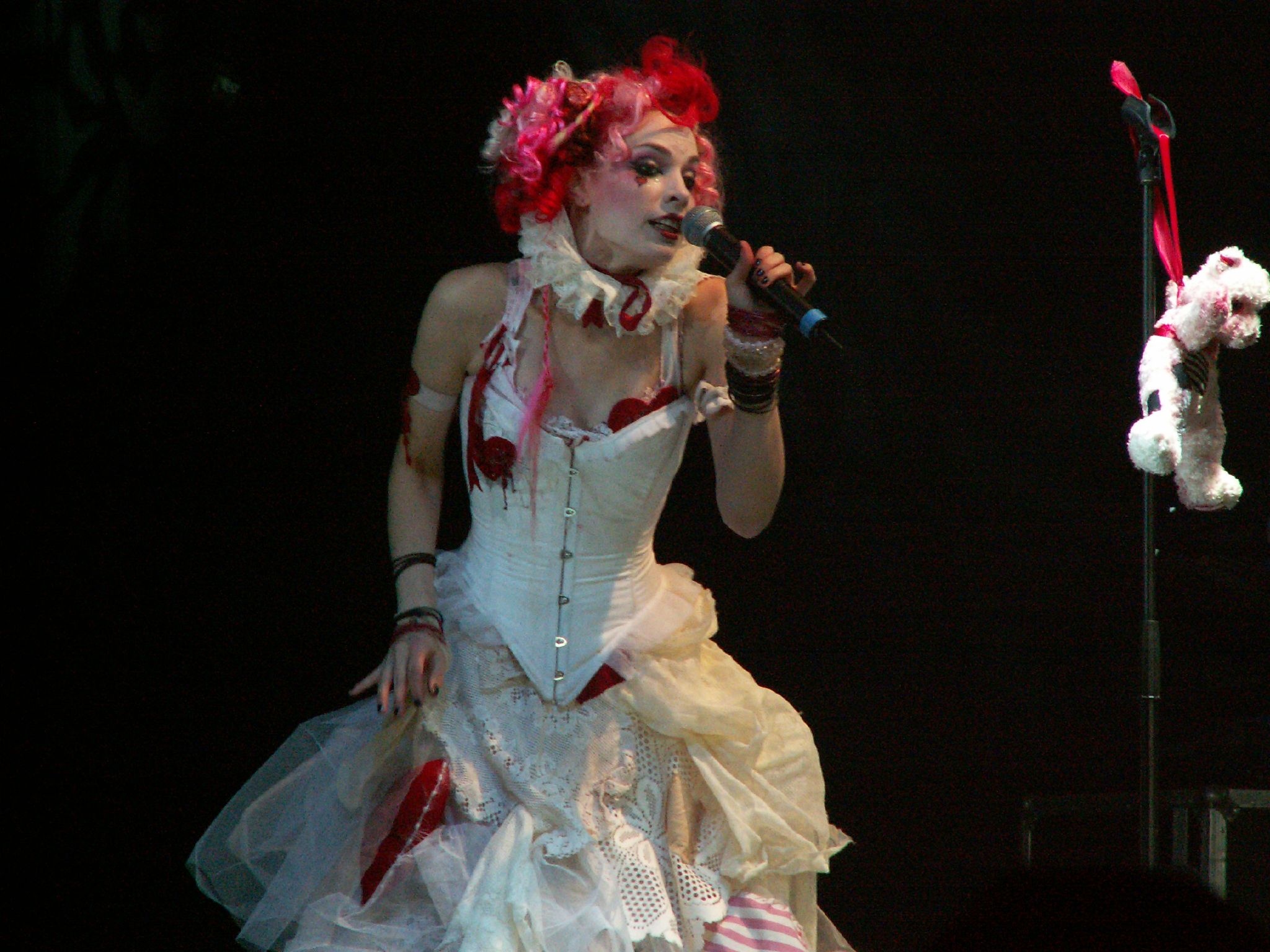
Емілі Отем на M'era Luna Festival у 2007 році

- The Fight Like a Girl Tour (укр. Бийся, як дівчина)

## Фільмографія
| Рік  |   | Українська назва         | Оригінальна назва              | Роль                        |
| ---- | - | ------------------------ | ------------------------------ | --------------------------- |
| 2011 | ф | 11-11-11                 | 11-11-11                       | Жінка (не вказана у титрах) |
| 2012 | ф | Карнавал диявола         | The Devil's Carnival           | Розмальована лялька         |
| 2015 | ф | Алілуя! Карнавал диявола | Alleluia! The Devil's Carnival | Джун / Розмальована лялька  |